# 三好由紀彦
三好 由紀彦（みよし ゆきひこ、1958年2月11日 - ）は、日本の詩人、哲学者。
東京都生まれ。高校卒業。1983年ウィーンに留学。帰国後、広告会社勤務を経て1999年紀元アカデミアを設立、代表。

## 著書
- 『日の神の御子 詩集』展転社 1988
- 『生歌 三好由紀彦詩集』ふらんす堂 1995
- 『マクドナルドの休日 詩集』ふらんす堂 1998
- 『哲学の扉をあけよう 世界を根源から考えると、自分が見えてくる』PHP研究所 2001
- 『さよなら21世紀』沖積舎 2003
- 『はじめの哲学』ちくまプリマー新書 2006
- 『深海魚は海を知らない 哲学の扉をひらく20のレッスン』祥伝社新書 2009
- 『カミの土地』紀元アカデミア 2014
- 『哲学のメガネ 哲学の眼で〈世界〉を見るための7つの授業』河出書房新社 2016